# Loriot
Loriot, (pronuncia tedesca [loˈʁjoː]) nome d'arte di Bernhard Victor Christoph Carl von Bülow, più semplicemente Vicco von Bülow (Brandeburgo sulla Havel, 12 novembre 1923 – Münsing, 22 agosto 2011), è stato un comico, umorista, cartoonist, regista, attore e scrittore tedesco.

## Biografia
Il suo pseudonimo deriva dal francese, in cui con la parola loriot si indica il rigogolo (Oriolus oriolus). Questo uccello è infatti rappresentato sullo stemma della famiglia von Bülow, originaria del Meclenburgo, dove il termine Bülow è comunemente usato per indicare il rigogolo.
Nella serie televisiva Unsere Besten (I nostri migliori), Loriot si classifica al 54º posto tra le più notevoli personalità tedesche di ogni tempo. In un episodio speciale di Unsere Besten del 2007 ottiene il titolo di più celebre comico tedesco di ogni tempo.